# Lanová dráha Elka
Lanová dráha Elka, polsky Kolejka Elka nebo Kolejka linowa Elka, je lanovka, která se nachází v městském parku Park Śląski (Slezský park) ve městě a městském okrese Chorzów (Chořov) ve Slezském vojvodství v jižním Polsku.

## Historie a popis lanovky
Lanová dráha Elka byla zprovozněna 7. září 1967 za přítomnosti polského politika Edwarda Gierka. Ve své době to byla nejdelší nížinná lanovka v Evropě. Měla tři úseky a dráhu ve tvaru trojúhelníku mezi stanicemi Śląskie Wesołe Miasteczko, Stadion Śląski a Planetárium s celkovou délkou 5,539 km. Sloupy lanovky měly v některých místech výšku až 15 m. Název Elka vznikl ze zkratky pro elektrickou lanovou dráhu (Elektryczna Linowa Kolejka). V roce 2006 došlo ke zrušení lanovky.
V roce 2011 bylo rozhodnuto o výstavbě nové trasy lanovky a v roce 2013 byla zprovozněna první trasa mezi stanicemi Śląskie Wesołe Miasteczko a Stadion Śląski. Trať, která převážně po celé délce vede nad Promenádou generała Jerzego Ziętka, má délku 2,1835 km a sloupy lanovky mají výšku až 21 m. Plánuje se dostavba dalších úseků lanovky.

## Galerie

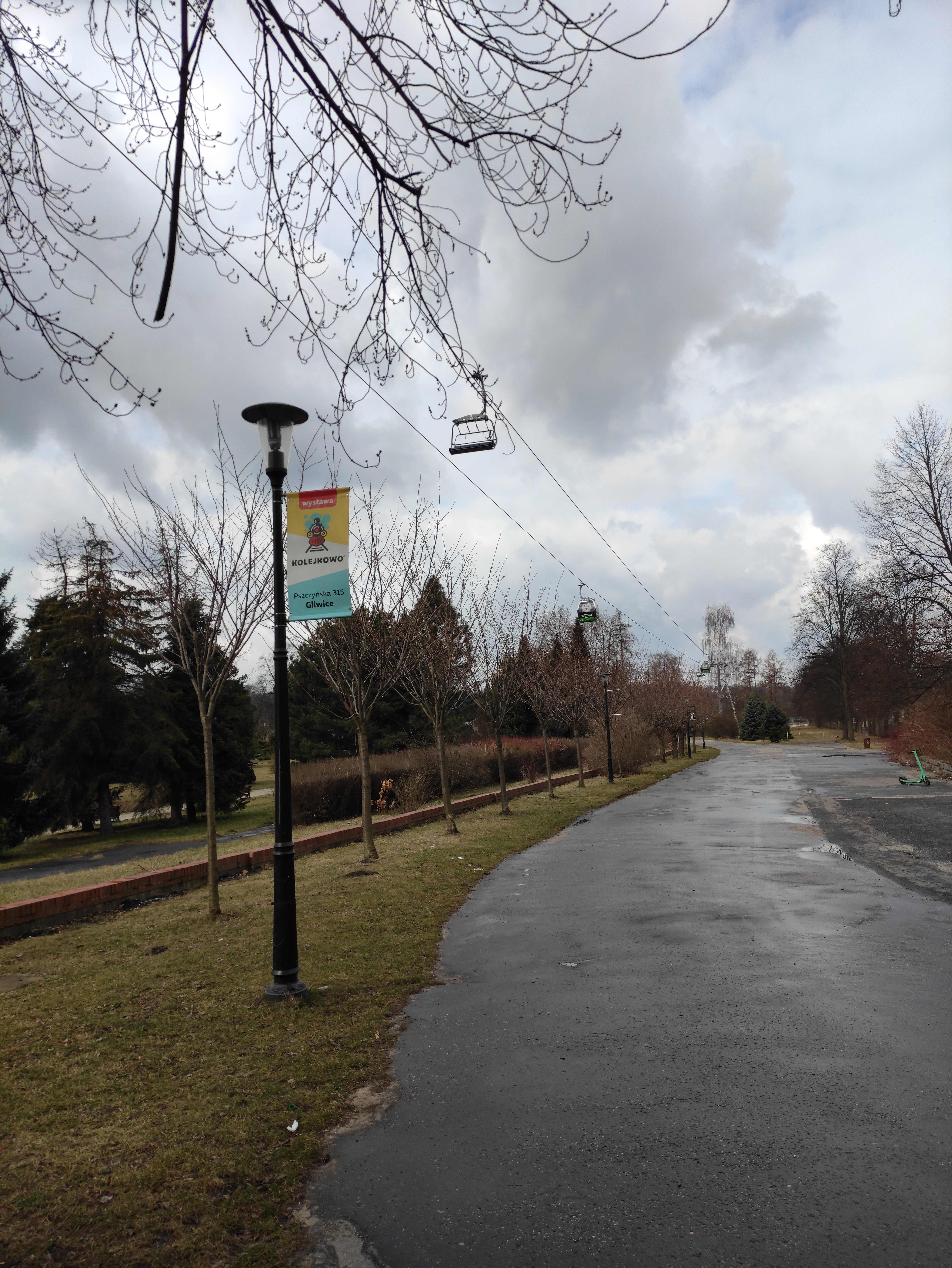
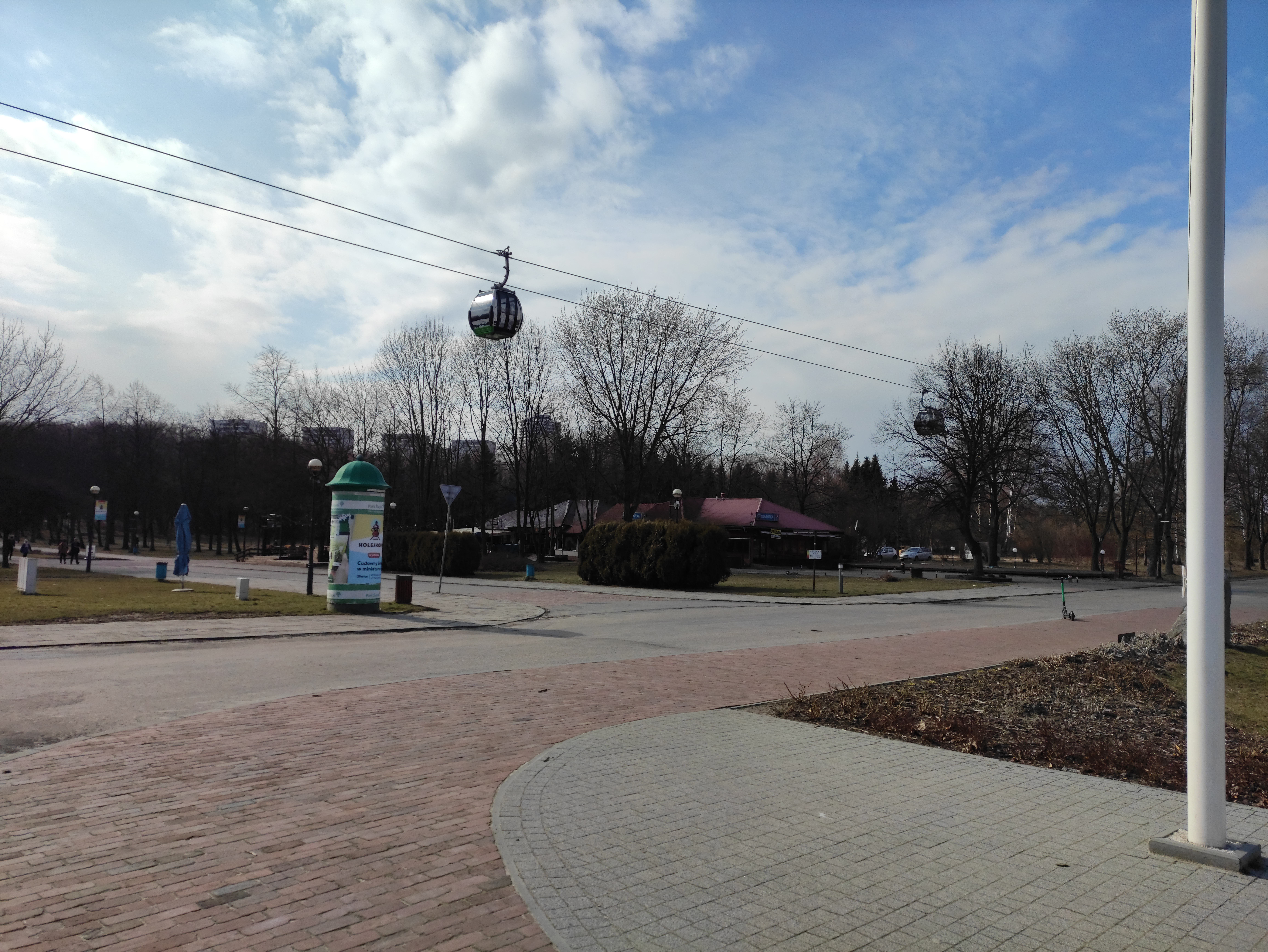